# Tasuku Hiraoka
Tasuku Hiraoka (平岡 翼 Hiraoka Tasuku?), född 23 februari 1996 i Nara prefektur, är en japansk fotbollsspelare.
Hiraoka började sin karriär 2014 i FC Tokyo. 2019 flyttade han till Tochigi SC.